# Anton Brumen
Anton Brumen, slovenski odvetnik in publicist, * 7. januar 1857, Sveti Jurij ob Ščavnici, † 28. november 1930.

## Življenje in delo
Gimnazijo je končal leta 1876 v Mariboru, študij prava pa 1880 v Gradcu. Bil je sodni uslužbenec v Slovenski Bistrici do 1886 in v Ložu do 1890, ko je postal odvetnik na Ptuju. Pisal je političnih članke v slovenske in nemške časopise: Slovenski narod, Slovenec, Jugoslavija, Slovenski gospodar, Nova doba, Straža, Südsteirische Post in Südsteirische Presse. Sodeloval je pri Slovenskem pravniku in Allgemeine österreichische Gerichtszeitung.

### Dramatika
- Kruci: Ljudska igra s petjem (1938) (COBISS) (avtor Anton B.-ml.?, r. 1901--?) -
- Krucev ni napisal niti Anton Brumen st., niti njegov sin Anton Brumen ml., prvi je bil odvetnik na Ptuju, rojen 1857 pri Sv. Juriju ob Ščavnici, sin pa leta 1906 na Ptuju in je bil odvetnik v Murski Soboti.
- Kruce je napisal dramatik Anton Brumen, ki je bil rojen leta 1901 pri Sv. Križu pri Ljutomeru (Križevci) in je bil v letih 1936 (uprizoritev Osojskega mutca) in 1938 (uprizoritev Krucev v Mariboru) živ. Leta 1938 je postal "artistični vodja" ljudskega odra, zaposlen kot sluga pri mariborski hranilnici in aktiven član Prosvetnega zavoda Maribor.
- Odvetnik Anton Brumen, roj. 1857 ni bil dramatik. Do smrti se je boril za poštenost sojenja, bil govornik na shodih, kjer je izpostavljal krivične razsodbe, zlasti na škodo Slovencev s strani nemških sodišč na Štajerskem.